# Nothocastoreum cretaceum
Nothocastoreum cretaceum är en svampart som först beskrevs av Lloyd, och fick sitt nu gällande namn av G.W. Beaton 1984. Nothocastoreum cretaceum ingår i släktet Nothocastoreum och familjen Mesophelliaceae.   Inga underarter finns listade i Catalogue of Life.